# Valters & Kaža
Valters & Kaža, conosciuti anche come Walters & Kazha, sono stati un duo musicale lettone attivo nel 2005 e formato da Valters Frīdenbergs e Kārlis Būmeisters.
Hanno rappresentato la Lettonia all'Eurovision Song Contest 2005 con il brano The War Is Not Over.

## Carriera
Il 26 febbraio 2005 Valters & Kaža hanno partecipato ad Eirodziesma, la selezione del rappresentante lettone per l'Eurovision, cantando The War Is Not Over e venendo incoronati vincitori dal televoto. Nella finale dell'Eurovision Song Contest 2005, che si è tenuta il successivo 21 maggio a Kiev, si sono piazzati al 5º posto su 24 partecipanti con 153 punti totalizzati, nonostante si fossero qualificati decimi dalla semifinale con uno scarto di solo 4 punti dal primo non qualificato. Sono risultati i più televotati della serata in Irlanda e Lituania, nonché i preferiti dalla giuria in Moldavia, dove non è stato possibile sostenere un televoto.
Il 17 ottobre 2018 Valters Frīdenbergs è morto in seguito ad una battaglia contro il cancro durata due anni.

## Discografia

### Album in studio
- 2005 – The War Is Not Over

### Singoli
- 2005 – The War Is Not Over